# Henryk Hechtkopf
Henryk Hechtkopf (ur. 4 kwietnia 1910 w Warszawie, zm. w lipcu 2004 w Bat Jam (Izrael)) – polski i izraelski malarz i ilustrator.

## Życiorys
Uczęszczał do żydowskiego gimnazjum „Chanoch”, ukończył studia prawnicze na Uniwersytecie Warszawskim.
Wykazywał uzdolnienia plastyczne. W wieku 23 lat zaczął uczestniczyć w wystawach malarstwa. Jego obrazy przedstawiały środowisko żydowskie. Zajmował się też filmem, zwłaszcza animowanym.
We wrześniu 1939 został zmobilizowany i dostał się do radzieckiej niewoli. Wojnę spędził w obozach pracy przymusowej. Po wojnie powrócił do Polski, gdzie jego rodzina zginęła w obozach zagłady. Malował ruiny getta. W roku 1949 zaprojektował pierwszy znaczek pocztowy upamiętniający Holocaust. Zdobył nagrodę w międzynarodowym konkursie na plakat poświęcony Holocaustowi.
Po wojnie otrzymał propozycję objęcia stanowiska sędziego w Warszawie, lecz zdecydował przenieść się do Łodzi, gdzie spotkał przyszłą żonę Alicję Zielińską.
Uczestniczył w organizacji żydowskiego środowiska artystycznego w Łodzi i kierował nim w latach 1946-1950. Pracował przy pierwszym po wojnie polskim filmie fabularnym „Zakazane piosenki” oraz wraz z Janem Batorym reżyserował film „Podhale w ogniu”.
Po emigracji do Izraela zamieszkał w Bat Jam i pozostał tam do końca życia.
Henryk Hechtkopf współpracował z izraelskimi wydawnictwami, ilustrował wiele książek. Zajmował się też malarstwem, szczególnie portretowym.